# 殘喙翼龍屬
殘喙翼龍屬（又誤譯為科羅拉多斯翼龍），是鳥掌翼龍科中的一個已滅絕屬，生活在白堊紀的英国與摩洛哥。残喙翼龍的化石包含部份頭顱骨與其他的破碎化石。属名含义为“残缺的喙部”，指化石受到破坏和腐蚀的保存状态。

## 物种
- C. clavirostris（模式种），种名含义为“钥匙状的口鼻部”，指其口鼻部横截面的形状。
- C. fluviferox，出土于摩洛哥的卡瑪卡瑪地層，种名含义为“凶险的河流”，指该翼龙生活在拥有棘龙和鲨齿龙的凶险河流区域。
- C. capito，种名含义为“大头”，颅骨长75cm，可能拥有翼龙中最大的牙齿。